# 好色人種
好色人種（こうしょくじんしゅ）は日本のミクスチャーバンドである。
2006年、東芝EMI（現・EMIミュージック・ジャパン）よりメジャーデビュー。2009年1月30日、解散した。

## メンバー
- KAYO（ボーカル）
- CON-DOO（ボーカル・ラップ）
- MAKI（ボーカル）
- YAMA-chang（ベース）
- 一休（キーボード・プログラミング）

## ディスコグラフィー

### シングル
- ダーリン I Love You（2006年4月19日）
- 海マジック☆☆☆（2006年7月19日） - テレビ東京系「元祖!でぶや」2006年7月～9月エンディングテーマ、近鉄「まわりゃんせ」CMソング
- スケベリーNICE!?（2006年10月4日）
- くもの糸（2007年6月13日） - TBS系「ネプ理科」2007年7月～9月(放送終了)エンディングテーマ

### アルバム
- 1000枚限定～そのうちプレミア～（ライブ会場限定）
- 6911!（シックスナイン、イイ）（2005年12月14日）限定
- 明るい未来計画（2006年10月25日）

## テレビ出演
- Indies A-Go-Go（TOKYO MX） - MC
- LIVE BANG!（テレビ東京） - ゲスト